# Paula Åkesdotter-Jarl
Paula Pearl Ann-Caroline Åkesdotter-Jarl, accreditata anche come Paula & Co e Pearl (12 luglio 1972), è una cantante svedese.

## Biografia
Paula Åkesdotter-Jarl è salita alla ribalta nel 1994 con la sua partecipazione al talent show Sikta mot stjärnorna, dove è arrivata seconda nella finale. L'anno successivo ha partecipato all'annuale Melodifestivalen, il festival musicale che funge da selezione del rappresentante svedese all'Eurovision Song Contest, finendo quarta con Om du inte tror mig.
Sotto lo pseudonimo Paula & Co, nel 1997 è uscito il suo album di debutto Ett vänligt ord su etichetta discografica Kavalkad. Il disco è entrato nella classifica svedese alla 41ª posizione, ed è stato seguito nel 1998 dal secondo album, Underbara ensam.
Negli anni successivi ha adottato come nome d'arte Pearl, il suo secondo nome. Nel 2009 e nel 2010 ha preso parte come rappresentante svedese alla World Championships of Performing Arts (WCOPA) a Hollywood.

## Discografia

### Album
- 1997 – Ett vänligt ord
- 1998 – Underbara ensam

### Singoli
- 1987 – Blå drömmar
- 1995 – Om du inte tror mig
- 1996 – Tro på mig
- 1996 – Ett vänligt ord
- 1998 – Där du är